# 野村啓司
野村 啓司（のむら けいじ、1948年〈昭和23年〉6月9日 - 2024年〈令和6年）3月12日）は、関西を中心に活動していたフリーアナウンサー。元・毎日放送（MBS）アナウンサーで、同局からの定年退職（2008年6月）後も、ラジオパーソナリティとして2013年9月まで専属契約を結んでいた。ニックネームは「啓ちゃん」。

## 来歴・人物
京都府京都市の出身で、京都府立山城高等学校から関西学院大学へ進学した。
大学時代には、放送部（関学総部放送局）で活動するかたわら、生田教室でアナウンス技術の研鑽に励んでいた。安藤豊（元RKB毎日放送アナウンサー）は、関学総部放送局での1年先輩である。野村の同級生で、学内の合唱団に所属していた佐藤誠（NHK大阪放送局専属パーソナリティ、NHKの元エグゼクティブアナウンサー）は、野村の誘いをきっかけに生田教室へ通い始めたという。
大学卒業後の1971年4月に、アナウンサーとして毎日放送へ入社した。同期入社のアナウンサーに平松邦夫（元大阪市長）と近藤光史（現在はフリーアナウンサー）、アナウンサー以外の同期生に同局の元社長・会長でMBSメディアホールディングスの相談役最高顧問を務める河内一友や、元テレビプロデューサーの御藤良基（現在は光明寺住職）などがいる。
1980年代から1990年代前半にかけて『すてきな出逢い いい朝8時』『クイズ!!ひらめきパスワード』（いずれも毎日放送制作・JNN系全国ネットのテレビ番組）などで司会を担当したことから、同局の看板アナウンサーとして全国区の知名度を得た。特に『いい朝8時』には、前身の『八木治郎ショー・いい朝8時』時代からおよそ16年にわたってレギュラーで出演していた。
また、関西ローカルのテレビ番組では、『乾杯!トークそんぐ』（深夜の音楽番組）で長らく司会を担当していた。平日の夕方にワイドニュース『MBSナウ』が放送された時期には、角淳一（当時は毎日放送アナウンサー）とともに同番組の年末特別企画に出演した。その年話題になった場所に出向いては、炬燵に入ってトークを展開することが恒例になっていた。
2001年に、毎日放送のアナウンサー室長に就任した。2005年6月の人事異動で、ラジオ局専任局長兼チーフパーソナリティになったのを機に、アナウンサー室を離れた。2006年10月に、肩書をラジオ専任局長に変更した。2008年6月に定年を迎えた。その後も、同局の専属パーソナリティとして、平日夕方のラジオ番組『ノムラでノムラだ♪』（2009年4月6日から2014年3月27日までのタイトルは『ノムラでノムラだ♪ EXトラ!』）でメインパーソナリティを務めた。
2013年9月で毎日放送との専属パーソナリティ契約期間を満了したことを機に、フリーアナウンサーに転身した。転身後も『ノムラでノムラだ♪』など、MBSラジオ制作の番組（後述）への出演を続けていた。
その一方で、『ノムラでノムラだ♪』シリーズの終了（2015年3月26日）を受けて、同月30日から2019年3月28日までラジオ大阪で『熟メン!野村啓司です』のパーソナリティを担当した。小川恵理子（松竹芸能所属のタレント）などの女性タレントとコンビを組みながら、毎日放送以外の放送局が制作する番組に初めてレギュラーで出演していた。ラジオ大阪では2020年4月3日から『Hit&Hit!』（平日午後の生ワイド番組）の金曜日でパーソナリティを務めていたが、2021年の9月下旬から体調不良を理由に休演した。ちゃらんぽらん冨好がパーソナリティ代理を担当した2021年10月22日放送分に電話で出演した際に、「数年前から投薬治療を受けている不定愁訴の影響で、長時間の生放送番組へ毎週出演することに責任を持てなくなった」として、パーソナリティを降板することを表明した。
『ノムラでノムラだ♪』などの出演番組では、阪神タイガースファンであることを公言した。歌謡曲や演歌への造詣も深く、毎日放送の専属パーソナリティ時代からは歌手としても活動した。2008年6月には、『ノムラでノムラだ♪』の企画で、リスナーへの公募による歌詞から生まれたオリジナルソング「退職記念日」「時を止めて」を発表した。「時を止めて」では、当時の水曜アシスタント・森川美穂（歌手）とのデュエットを披露した。さらに2011年6月27日には、「茶碗」（中村泰士の作詞・作曲による楽曲）を発表している（いずれもインターネット限定で音源を配信）。
『ノムラでノムラだ♪』シリーズの放送期間中からは、同番組で山本学（日本写真家協会所属の写真家）を定期的にゲストに招いていたことから、風景写真のカメラ撮影が趣味に加わっている。同番組公式サイト内の「ノムラのカメラ散歩」では、撮影した写真の一部を、パソコンの壁紙用の画像として放送期間中に毎月公開した。『熟メン!』では、リスナーが参加できる撮影会を随時開催しているほか、野村が撮影した写真の一部をinstagram上の公式アカウント（#外部リンクを参照）で随時公開していた。
『Hit&Hit!』金曜日のパーソナリティを降板してからも、心身への負担が小さい活動（短時間で完結する収録番組への出演など）については、降板後も可能な範囲で継続。MBSラジオでは、『野村啓司の懐メロ♪ジュークボックス』（月に1回・1時間枠で放送の収録番組）や『人生という宝物』（霊友会の単独提供を受けて毎週日曜日の夕方に15分枠で放送の収録番組）のパーソナリティを続けていた。
実際には、2023年の初頭に長期の入院によって『人生という宝物』を一時休演するなど体調が優れず、2024年2月には『野村啓司の懐メロ♪ジュークボックス』に終止符を打った。『人生という宝物』についても、体調不良を理由に、2024年3月3日放送分への電話出演をもって降板。その際には、病気の療養に専念することを明かしていた。
2024年3月12日に死去。75歳没。毎日放送では野村の葬儀が執り行われた後（同月25日）に訃報を公表しているが、死因は明らかにされていない。その一方で、TBSテレビ（JNN基幹局）代表取締役社長の佐々木卓は、同月27日に臨んだ社長定例会見の中で野村の死去に言及。「（生前に）本人とコミットすること（仕事を共にする機会や交流）はなかった」と明かす一方で、野村が毎日放送のアナウンサー時代にJNN向けの番組（前述）へ長らく出演していたことを背景に、「長く功績のある方が亡くなったのは、同じJNNの仲間として大変残念」とのコメントを通じて野村への弔意を示している。また、MBSラジオでは2024年7月1日に『野村啓司が愛した歌謡曲の世界』（本人が放送を通じて伝えてきた歌謡曲の魅力を『懐メロ♪ジュークボックス』のアーカイブ音源と毎日放送アナウンサー・福島暢啓の案内で改めて紹介する1時間の特別番組）を放送している。

## 担当番組

### テレビ
全国ネット
- クイズ!!ひらめきパスワード（初代司会、放送開始から1990年12月まで）[1]
- 八木治郎ショー・いい朝8時→すてきな出逢い いい朝8時（サブ司会→司会、放送開始から1996年3月まで）[1]
- 女系家族（ナレーター、『妻そして女シリーズ』で放送）

一部地域ネット
- きらめきワイド（司会[注 4]）
- クイズGoGoZ（司会[注 5]）
- 史上最強のクイズ王決定戦（西日本ブロック予選の司会）

関西ローカル
- あどりぶランド（MBSアナウンサーが総出演のバラエティ番組）
- 乾杯!トークそんぐ（番組終了後もコンサートで司会を担当）
- 毎日放送開局40周年記念特別番組（1990年9月）
- ちちんぷいぷい（金曜日「歌碑ものがたり」オープニングナレーター）[注 6]

### ラジオ
- 歌ってしゃべって当てましょう（毎日放送へ入社後初のレギュラー番組）
- こども音楽コンクール（MBSラジオ版、近畿・徳島地区担当パーソナリティ）[1]
- グアムグアムリクエスト（パーソナリティ）[1]
- こちらベスト歌謡曲（『グアムグアムリクエスト』の後継番組で月・火曜日のパーソナリティを担当）[1]
- なにはなくとも野村啓司です
- 歌は心〜なつメロ昭和史〜（1976年10月17日 - 1977年3月20日）
- 野村啓司のわたしの歌は茜色
- 大人のわがまま「流行歌曼荼羅」
- 野村啓司のさそわれて京都（2012年11月4日 - 12月30日、日曜7:45 - 7:59）
- ノムラでノムラだ♪（2005年4月4日 - 2015年3月26日）[注 7]
- 今日は日曜♪野村啓司のラジオなひととき（2015年4月5日 - 2016年3月28日）
- 熟メン!野村啓司です（ラジオ大阪、2015年3月30日 - 2019年3月28日）
- せんねん灸プレゼンツ しあわせ演歌・石原詢子です（NRN基幹5局ネット番組）[注 8]
- Hit&Hit!金曜日パーソナリティ（ラジオ大阪、2020年4月3日 - 2021年10月22日）[注 9]
  - パーソナリティの降板に際しては、倦怠感へ周期的に見舞われていたところに、新型コロナウイルスへの感染拡大で公私ともに緊張感を強いられるようになったことを理由に挙げている。出演期間中にアシスタントを務めた毛利聡子（テレビ大阪出身のフリーアナウンサーで野村と同時に降板）によれば、「野村の体調は出演開始の当初から思わしくなく、楽曲やスポットCMを放送している間には、スタジオでほとんど喋っていなかった」とのことで、アナウンサーとしての大先輩で舞夢プロでの同僚にも当たる野村を励ますことも何度となくあったという。なお、『Hit&Hit!』では笑福亭松喬 (7代目) が金曜分のパーソナリティを引き継いでいたが、野村が死去した2024年3月をもって全曜日の放送を終了。
- 野村啓司の懐メロ♪ジュークボックス（2016年4月1日 - 2024年2月26日）
  - 2020年3月20日までは、毎週金曜日の深夜に放送。番組の開始に際しては、「音楽番組の司会」を目標に挙げていながら実際に担当する機会のなかった水野晶子（当時は毎日放送のアナウンサー）を、自身の意向で「パートナー」に起用した。
  - 水野が降板した2019年4月以降は、単独で進行。2020年4月20日からは、『マンデースペシャル2』（月曜20:00 - 20:55）枠での月1回放送へ移行していた。ただし、他番組との兼ね合いなどから、放送月によっては土曜日の夕方や日曜日の夜間（『MBSサンデー・カルチャーナイト』枠）に編成されることもあった。
  - 野村の死去から3ヶ月半後に放送された『野村啓司が愛した歌謡曲の世界』には、単独番組で水野と共演していた時期のアーカイブ音源を多用。その一方で、単独番組としての開始当初から月に1回のペースで出演していた近藤勝重（毎日新聞社東京本社夕刊編集長→客員編集委員）も、2024年5月10日に79歳で他界した。
- 人生という宝物（2012年1月 - 2024年3月3日、日曜17:45 - 17:59）

## CM
いずれもMBSラジオ・関西ローカル限定で放送
- アサヒビール「アサヒスーパードライ」
- 再春館製薬所「痛散湯」

## 関連人物
- 角淳一
- 近藤光史 [注 10]
- 青木和雄 [注 11]
- 中村泰士
- 桑原征平[注 12]
- 柏木宏之 [注 13]
- 福島暢啓 [注 14]
- 高井美紀